# Teorema lui Pitot

În geometrie teorema lui Pitot, numită astfel după inginerul francez Henri Pitot, afirmă că într-un patrulater circumscriptibil (adică unul care are un cerc înscris) cele doua sume ale lungimilor laturilor opuse sunt egale. Ambele sume ale lungimilor sunt egale cu semiperimetrul patrulaterului.
Teorema este o consecință logică a faptului că două segmente de dreaptă care pornesc dintr-un punct din afara cercului până la punctele în care sunt tangente la cerc au lungimi egale. Există patru perechi egale de segmente tangente și ambele sume de câte două laturi pot fi descompuse în sumele acestor patru segmente tangente. Inversa este de asemenea adevărată: un cerc poate fi înscris în orice patrulater convex în care sumele lungimilor laturilor opuse au aceeași valoare.
Henri Pitot și-a demonstrat teorema în 1725, în timp ce inversa ei a fost demonstrată de matematicianul elvețian Jakob Steiner în 1846.
Teorema lui Pitot se poate generaliza la 2n-goanele circumscriptibile în care cele două sume ale laturilor alternate sunt egale.